# Kipawa
Kipawa, Jedna od skupina Algonquin Indijanaca koji su živjeli na rijekama Kipawa, Maganasibi i sjevernoj obali Ottawe. Danas čine jednu od 10 'nacija' pravih Algonquina, i jednu od 9 iz kanadske provincije Quebec, a poznati su kao Algonquins of Eagle Village, Eagle Village First Nation ili  Kipawawini "the people of the closed lake."  Danas su smješteni na rezervat Kebaowek Indian Reserve na obali jezera Kipawa, gdje im je glavno naselje Eagle Village. 
Godine 1992. Kipawa Indijanci s još šest bandi Abitibiwinni, Kitigan Zibi, Lac Simon, Kitcisakik, Wahgoshig i Long Point ulaze u političku koaliciju Algonquin Anishinabeg Nation Tribal Council (AANTC). Vijeće ovih sedam bandi ima za primarni zadatak očuvanje domorodačkih prava Indijanaca.

## Vanjske poveznice
- Eagle Village First Nation - Kipawa  Arhivirana inačica izvorne stranice od 28. rujna 2007. (Wayback Machine)